# Zemgale

Escut de Zemgale

Zemgale, també conegut amb els noms llatinitzats de Semigàlia o Semigallia (en livonià: Zemgale) és una de les regions històriques i culturals de Letònia, de vegades també una part s'inclou a Lituània. Es troba al mig de la part sud de la República de Letònia i fa frontera amb les regions històriques de Selònia, Samogítia, Curlàndia i Livònia. El territori és predominantment pla. El riu Lielupe és el riu més important després del Daugava. La ciutat més poblada és Jelgava, les altres ciutats són Auce, Baldone, Dobele, Engure, Iecava, Jaunpils, Jelgava, Ozolnieki, Rundāle, Tērvete, Tukums i Vecumnieki.
Entre 1795 i 1918 Semigalia va ser inclosa dins del governorat de Curlàndia i va passar a la República de Letònia després de la Primera Guerra Mundial.
Aquesta regió pren el nom de la tribu bàltica dels semigalians.